# 神経線維腫症
神経線維腫症（しんけいせんいしゅしょう、英語: neurofibromatosis, NF）は、脳神経系に腫瘍を生じさせる遺伝子疾患。常染色体優性遺伝。
現在7以上のタイプが発見されている。
- 神経線維腫症1型（NF1）
- 神経線維腫症2型（NF2）
- 神経線維腫症3型（NF3）
- 神経線維腫症4型（NF4）
- 神経線維腫症5型（NF5）
- 神経線維腫症6型（NF6）
- 神経線維腫症7型（NF7）